# إيلزن (بلدية مجمعة)
إيلزن  هي Samtgemeinde ("بلية مجمعة") في ضاحية Bentheim، في سكسونيا السفلى، ألمانيا. ومقرها بلدية إيلزن.
تتكون البلدية المجمعة إيلزن من البلديات التالية:
1. Getelo
2. Gölenkamp
3. Halle
4. Itterbeck
5. Uelsen
6. Wielen
7. Wilsum